# 韦迪尔剧场 (金沙萨)
韦迪尔剧场（直译：绿色剧场）是位于刚果民主共和国西部恩加利马山上刚果（金）国家博物馆内的一个露天圆形剧场，得名于其周边郁郁葱葱的绿植环境。韦迪尔剧场亦是刚果（金）境内一个用于进行音乐、文艺表演，以及诸多文化活动的场所。
韦迪尔剧场始于1970年由时任扎伊尔总统蒙博托·塞塞·塞科在他恩加利马山上的私人庄园修建，其建筑风格受到蒙博托访问意大利期间参观的古希腊、古罗马式圆形剧场风格的影响。

## 建造背景
韦迪尔剧场所在的斯坦利山曾是比屬剛果利奥波德维尔省总督府所在地，管辖首府利奥波德维尔、中刚果省和班顿杜省。1960年6月30日比属刚果自比利时独立后，该地成为刚果民主共和国首任总统约瑟夫·卡萨武布的住所。
1966年蒙博托上台后，将斯坦利山在刚果民主共和国境内的部分改名为恩加利马山（Mont Ngaliema），并委托突尼斯裔法國建筑师奥利维耶-克莱芒·卡库主持把该地打造成“总统公园”（Parc Présidentiel），卡库布在总统公园的花园中设计建造了许多殖民地时期的雕像，如比利时利奥波德二世的骑马像、亨利·莫頓·史丹利的塑像等，此后，蒙博托在此接待了诸多游客，公园规模亦逐步扩大。

## 历史
1970年，蒙博托在总统公园内根据古罗马及古希腊风格的露天圆形剧场样式建立了韦迪尔剧场，该剧场可容纳3,500个座位。剧场建成后，来自美国的一些艺术家曾到此演出，如詹姆斯·布朗、B·B·金等。后来，随着第一次、第二次刚果战争的先后爆发，韦迪尔剧场遭到严重的破坏。
2011年12月，刚果（金）政府将剧场关闭进行修复，以迎接将在2012年于金沙萨举办的法语国家及地区国际组织第14届峰会，同时关闭翻新的还有非洲联盟城、刚果国际商业中心（Centre Commercial International Congolais，简称）、烈士体育场和人民宫。据剧场前经理阿多·恩多姆巴西（Ados Ndombasi）称，韦迪尔剧场的修复资金来自于瓦隆—布鲁塞尔国际财团（Wallonia-Brussels International）捐赠的数千欧元。2012年3月，修复基本完成的剧场部分重新开放，并举办了法语国家文化周开幕仪式。此后，剧场又承办了音乐节、音乐会、喜剧节、土著乐团表演和古典音乐表演等各类型活动。